# Řečany nad Labem
Řečany nad Labem är en ort i Tjeckien. Den ligger i regionen Pardubice, i den centrala delen av landet, 80 km öster om huvudstaden Prag. Řečany nad Labem ligger 206 meter över havet och antalet invånare är 1 364.
Terrängen runt Řečany nad Labem är platt. Runt Řečany nad Labem är det ganska glesbefolkat, med 42 invånare per kvadratkilometer. Närmaste större samhälle är Kolín, 19,8 km väster om Řečany nad Labem. Omgivningarna runt Řečany nad Labem är en mosaik av jordbruksmark och naturlig växtlighet.